# Sankt Ansgars Kirke
 For alternative betydninger, se Sankt Ansgars Kirke (flertydig). (Se også artikler, som begynder med Sankt Ansgars Kirke)
Sankt Ansgars Kirke i København er siden 1953 den katolske domkirke for samtlige katolikker i Kongeriget Danmark (i alt 47.673 katolikker pr. 1. december 2017).
Derudover fungerer Sankt Ansgars Kirke også som sognekirke for alle katolikker, som bor i det katolske sogn Sankt Ansgar i Københavns indre by (i alt 1.707 katolikker pr. 31. dec. 2010).
Kirken, som er beliggende i Bredgade, blev indviet Allehelgensdag (1. november) i 1842 og er et af arkitekten G.F. Hetschs hovedværker. Den er opført i en blanding af romansk og klassicistisk stil. Arkitektens forbillede for kirken er Sankt Ludwigs Kirche i München i Bayern.
Dengang kirken blev indviet, var den romersk-katolske tro officielt stadig forbudt i Danmark. Kirkens tilblivelse syv år før forbuddets ophævelse skyldtes, at grunden havde været ejet af Østrig siden 1774. Forinden var der bygget et midlertidigt kapel på stedet på bekostning af kejserinde Maria Theresia. Dermed var kirken en del af Østrigs gesandtskab og hed Sankt Ansgars Kirke - Det Kejserlige Kongelige østrigske Gesandtskabskapel i Bredgade indtil 1850. Det år blev den udskilt fra den østrigske stat. Efter udskillelsen blev kirken dansk med sit nuværende navn, Sankt Ansgars Kirke. Frem til den romersk-katolske tro blev tilladt i Danmark i 1849, måtte den heller ikke bruge klokker. Dermed havde kirken, siden forbuddets ophævelse, tilladelse til at bygge et tårn, men det var først i 1943, at kirken fik sit tårn, og først i 1949 blev de tre klokker leveret. Tårnet blev bygget på kirkens sydside i modernistisk stil med Gunnar Glahn som arkitekt. Udover klokketårn bruges tårnet også som trappeopgang for kirkens kontorer, museum og præsteboliger.
Kirken blev restaureret i årene 1988-1992 i samarbejde med Nationalmuseet under ledelse af professor, arkitekt Wilhelm Wohlert. Kirken er opkaldt efter Den hellige Ansgar, som er bispedømmet Københavns første værnehelgen. Sankt Ansgars Kirkes biskop har siden 1995 været Czeslaw Kozon.
I tilknytning til kirken findes et museum. Museet rummer en samling af effekter med tilknytning til kirken og den katolske menighed samt liturgiske genstande.
Zinkskulpturerne på kirkens facade er af engle på hjørnerne og profeterne fra Det Gamle Testamente, Aron, David, Elias, Esajas samt Moses i nicherne. De blev skabt af billedhuggeren Gotthilf Borup efter skitser af Gustav Friedrich Hetsch.
Bronzestatuen af Sankt Ansgar ved kirkens indgang blev skabt i 1927 af billedhuggeren Mathilius Schack Elo.